# El Viejo (miasto w Nikaragui)
El Viejo – miasto w Nikaragui; 57 tys. mieszkańców (2006). Przemysł spożywczy.